# La Vall (Castellterçol)
La Vall és una masia del terme municipal de Castellterçol, al Moianès.
Està situada en el sector oriental del terme, ran mateix del termenal amb Castellcir, que passa a poca distància de la casa, pel seu costat de llevant. És a prop i a llevant de la carretera BV-1310, de Castellterçol a Castellcir, i a la dreta del torrent de la Vall Jussana. És al sud de la Casanova de la Vall.
Hi mena des de Castellcir el Camí de la Vall.